# Fånö

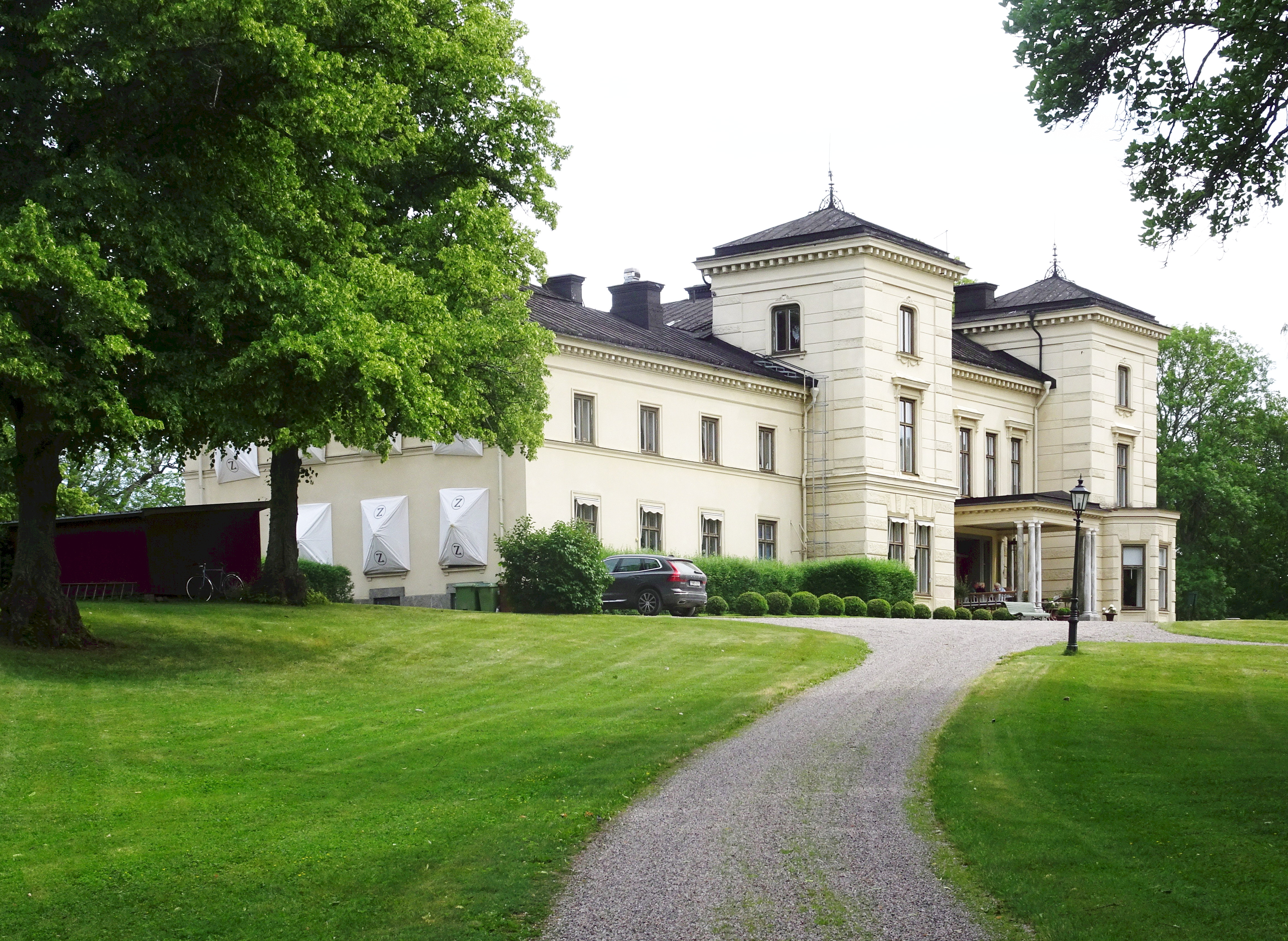
Fånö herrgård, huvudbyggnad, 2018.

Fånö (stavas även Fånöö) är ett gods i Löts socken vid västra stranden av Ekolsundsviken av Mälaren, i nuvarande Enköpings kommun.

## Gårdens historik

Fånö gårds ägor 1790.

Fånö ägdes från 1248 av den gamla Fånöätten. På 1400-talet var ätten Trolle ägare av Fånö och från 1580-talet ägdes egendomen av ätten Oxenstierna.
Den 16 juni 1583 föddes Axel Oxenstierna på Fånö, vilket han ärvde år 1630. Sedan gick godset som arv genom flera släkter (Horn, Krus, Sparre, Adlerfelt, Rålamb). Det köptes 1839 av friherre Per Adolf Tamm. Hans sonson, brukspatron Hugo Tamm, lät år 1873-1876 uppföra den nuvarande huvudbyggnaden, som även kallas Fånö slott. Till arkitekt anlitade han Johan August Westerberg.

## Parken och allén
På 1600-talet anlades en barockpark och vid sidan om den en omkring 800 meter lång ekallé som ledde ner mot syd till en djurgård. Där fanns upphuggna skjutgator i skogen för att underlätta jakten. På 1700-talet tillkom en engelsk park mot Notholms udde och på slutet av 1800-talet anlades den nuvarande engelska parken med dess promenadvägar. 
Ekallén, som även kallas Axel Oxenstiernas allé, används numera som promenadstråk med mycket höga naturvärden. Den är sedan år 2006 riksintresse för naturvård och ingår i EU-satsningen Natura 2000. Till parken hör även en bokskog som Hugo Tamm lät plantera. Den självföryngrar sig och betraktas vara Sveriges nordligaste. Plantorna togs från Maltesholm i Skåne. 

### Ägarlängd (urval)
- Johan Karlsson (Fånöätten)
- Trolle
- Oxenstierna
- Horn
- Krus
- Sparre
- Adlerfelt
- Rålamb
- Hugo Tamm
- Fånö gods ägs sedan 1996 av Jan Larsén och Caroline Larsén

## Forntid
Ett antal fornlämningar av olika slag finns runtom i området, bland annat en stensättningliknande lämning som återfinns i en barrskogsmark, vid ett åkerhörn. Lämningen, som är ganska övervuxen med björkar och andra buskartade träd, är fem meter i diameter, 0,4 meter hög och med en mittgrop, gjord av huvudstora stenar. 
Ett par gravfält återfinns också liksom allehanda lösa fornlämningar, stensättningar med mera. Bland annat finns ett gravfält med 20 fornlämningar varav en är en antagen terrassering, tre är rektangulära stensättningar medan resten är runda sådana. Ett par hällristningar återfinns också, mest skålgropar inhuggna på hällar eller lösa block och sällan mer än två åt gången.

## Bilder

Bebyggelsen
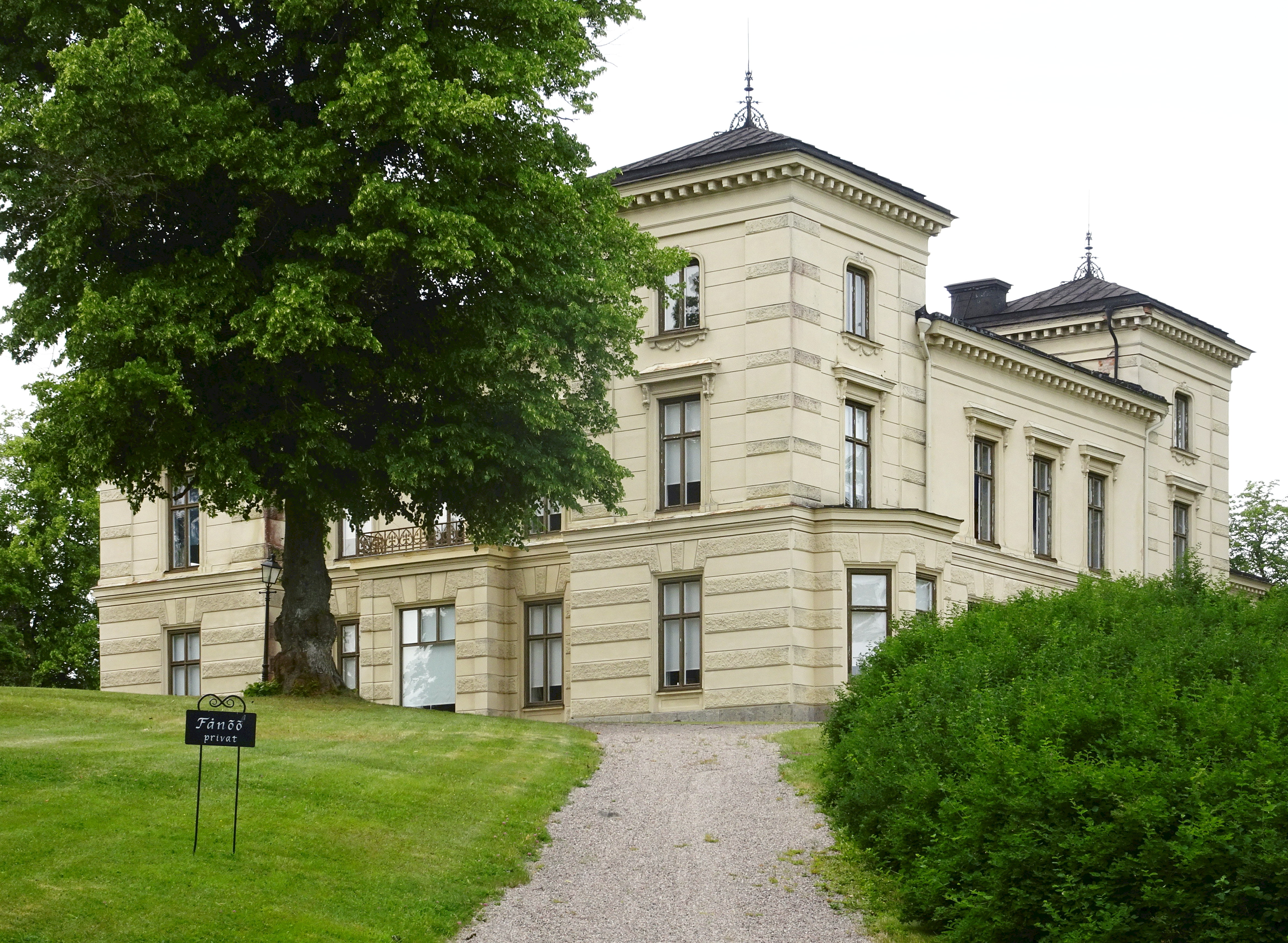
Huvudbyggnaden mot Ekolsundsviken
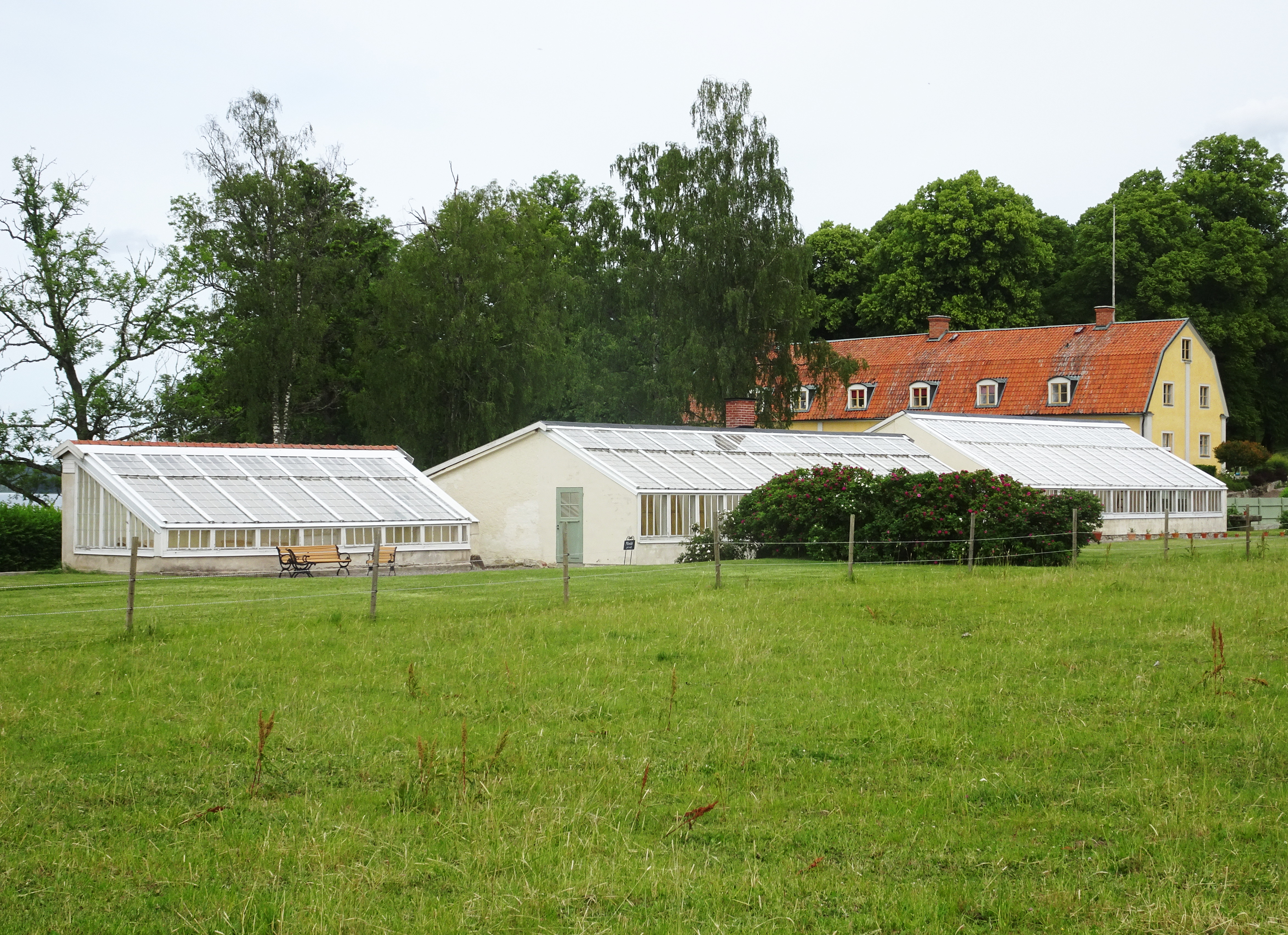
Orangeriet
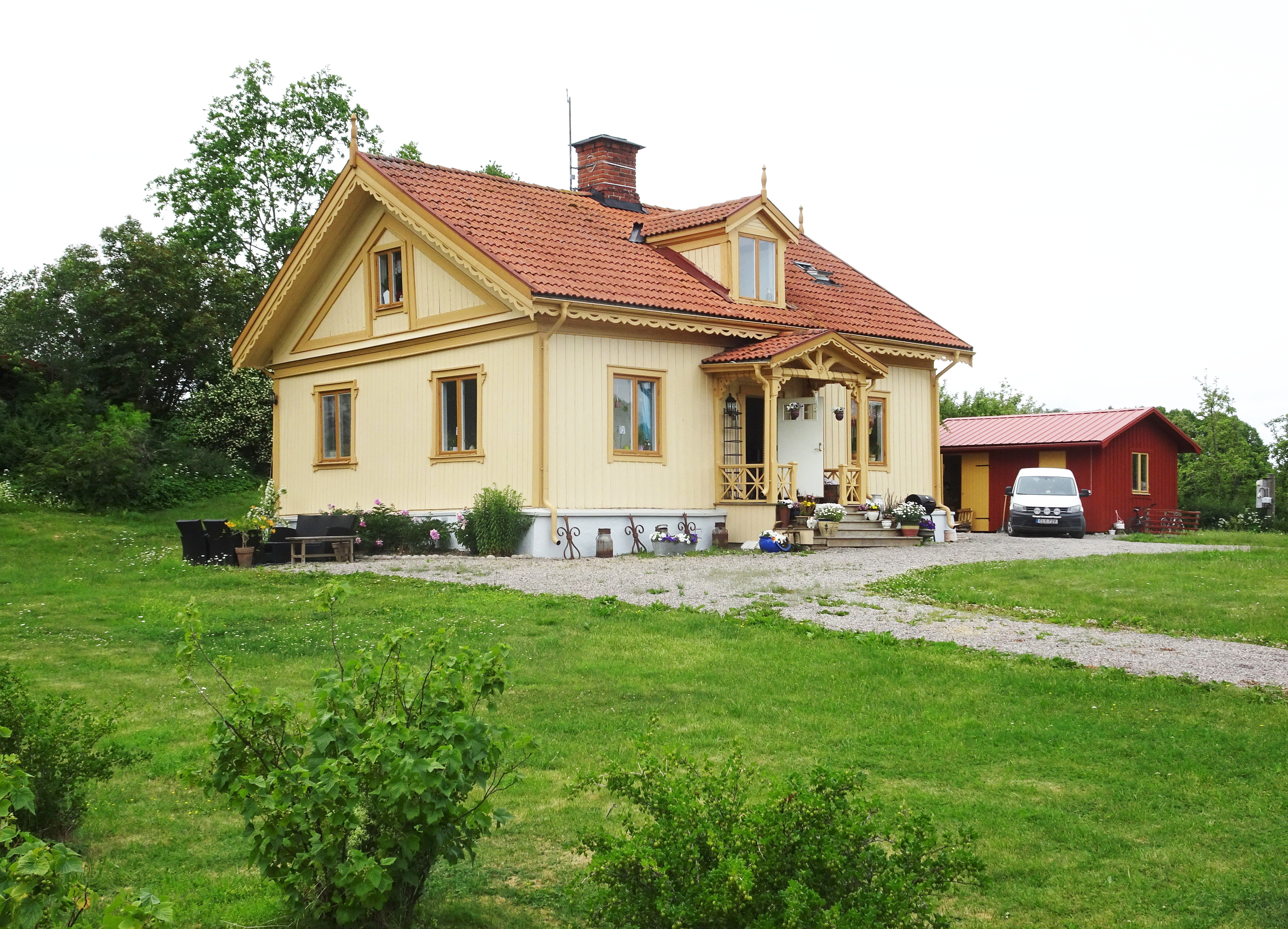
Den gamla trädgårdsmästarbostaden
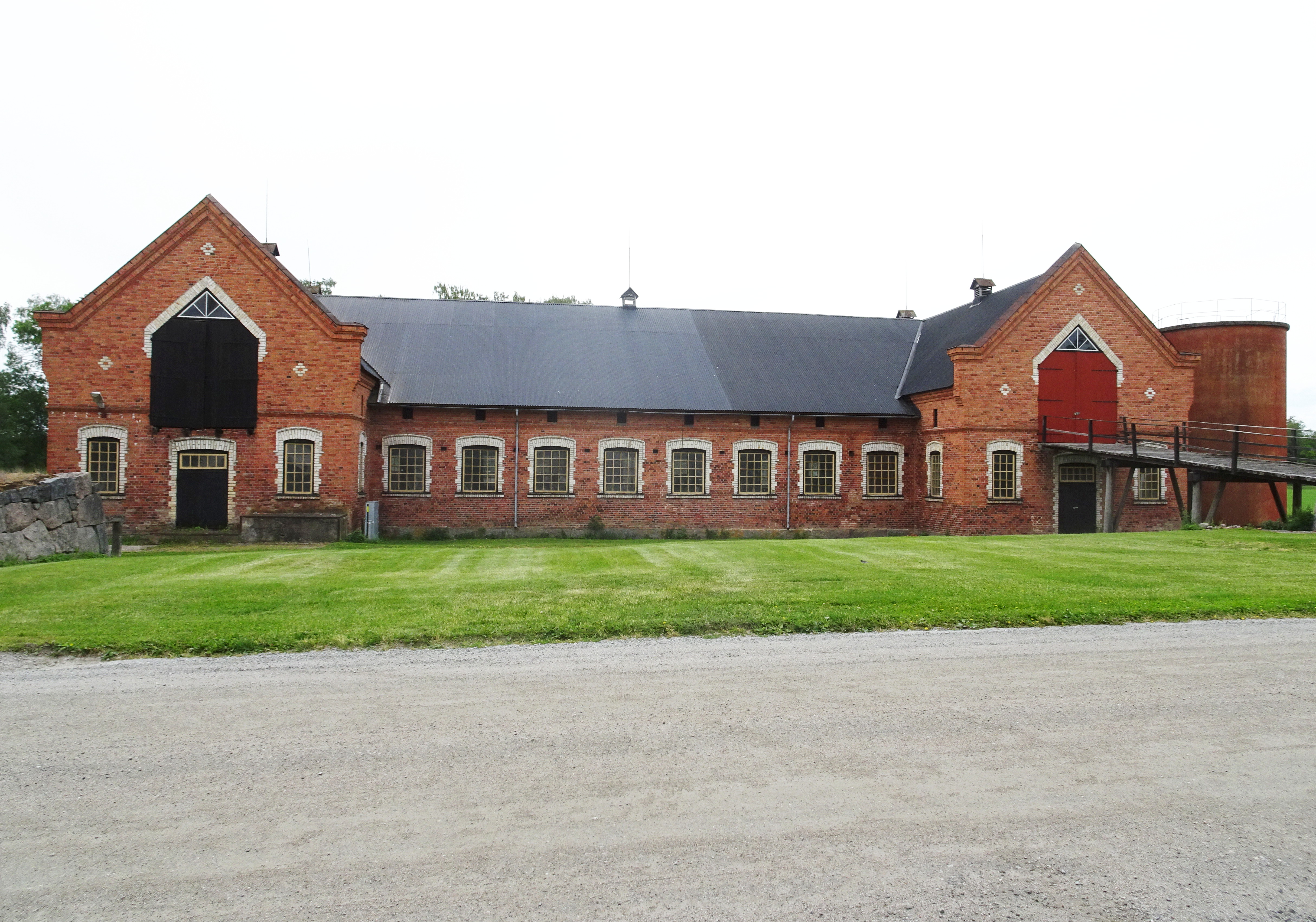
Stenladugården

Parken
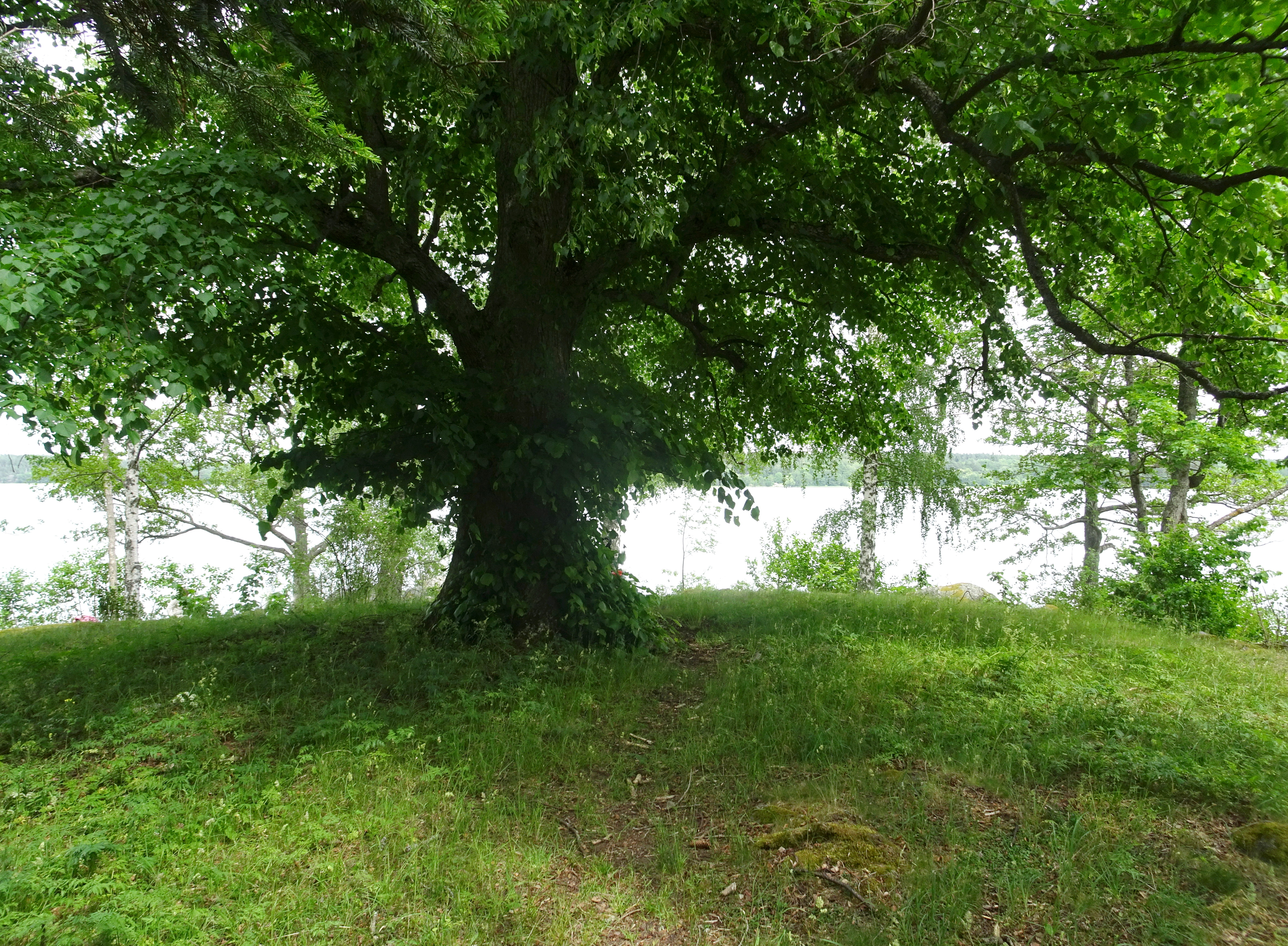
Notholms udde
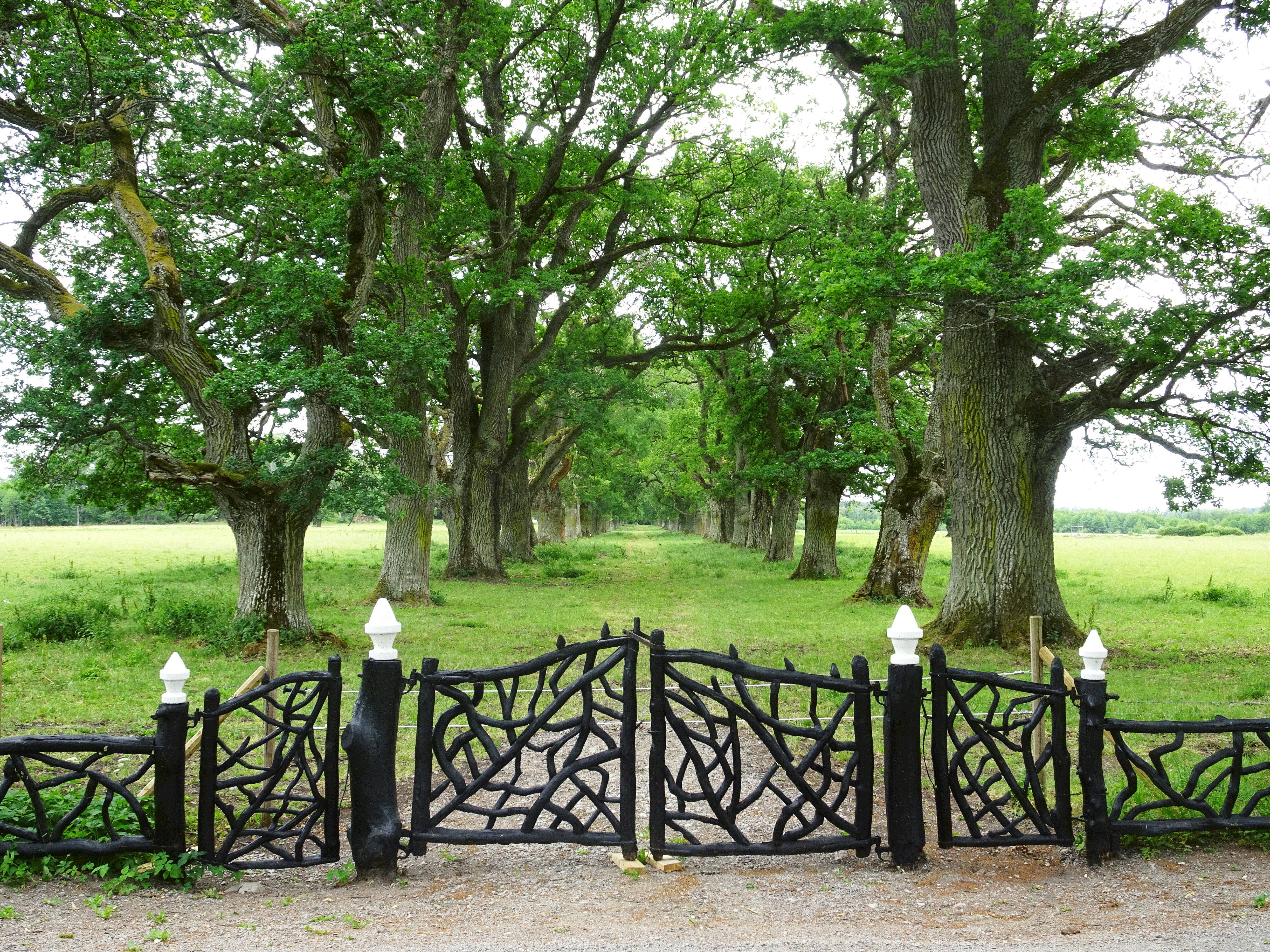
Den gamla ekallén
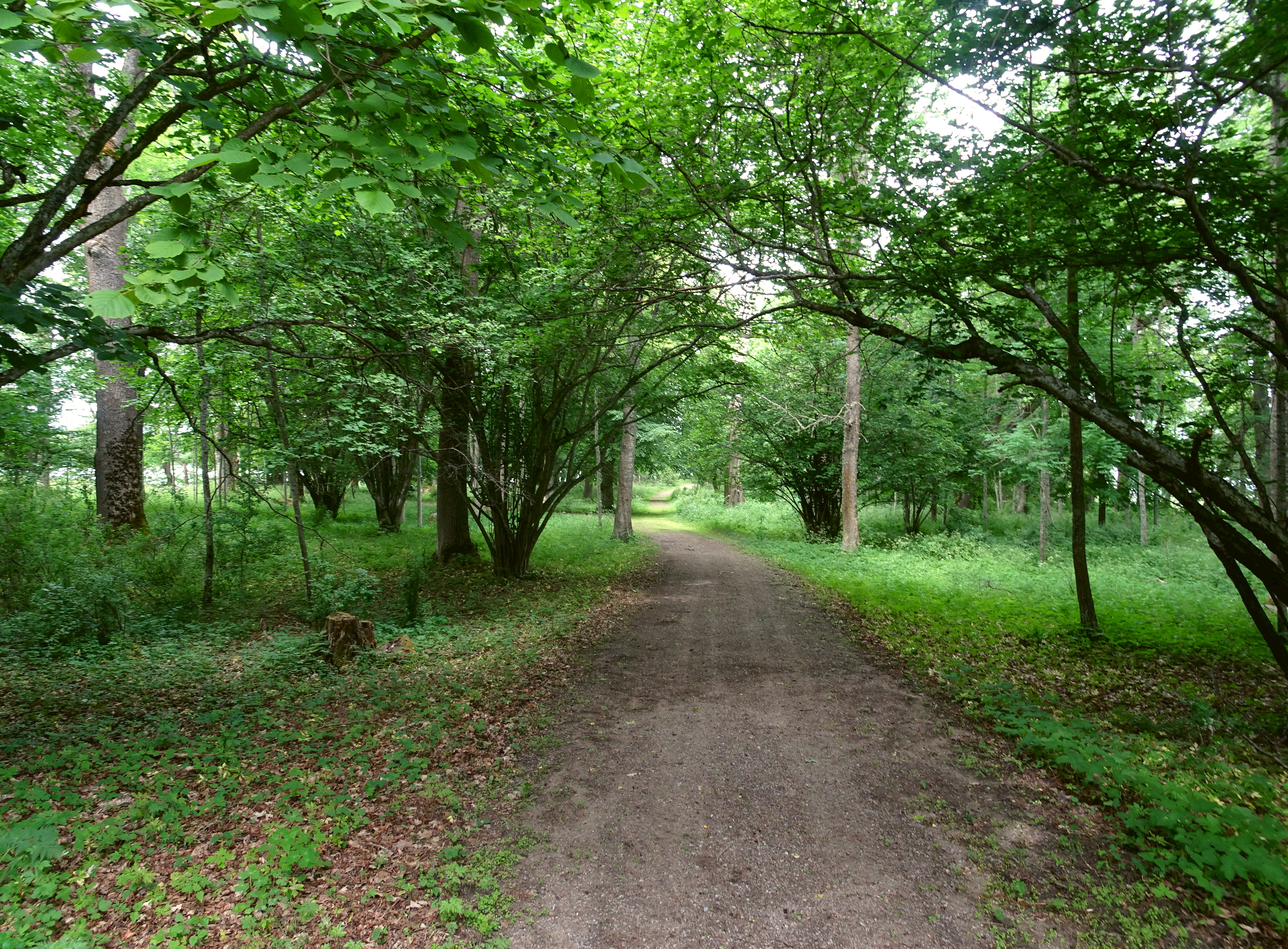
Bokskogen
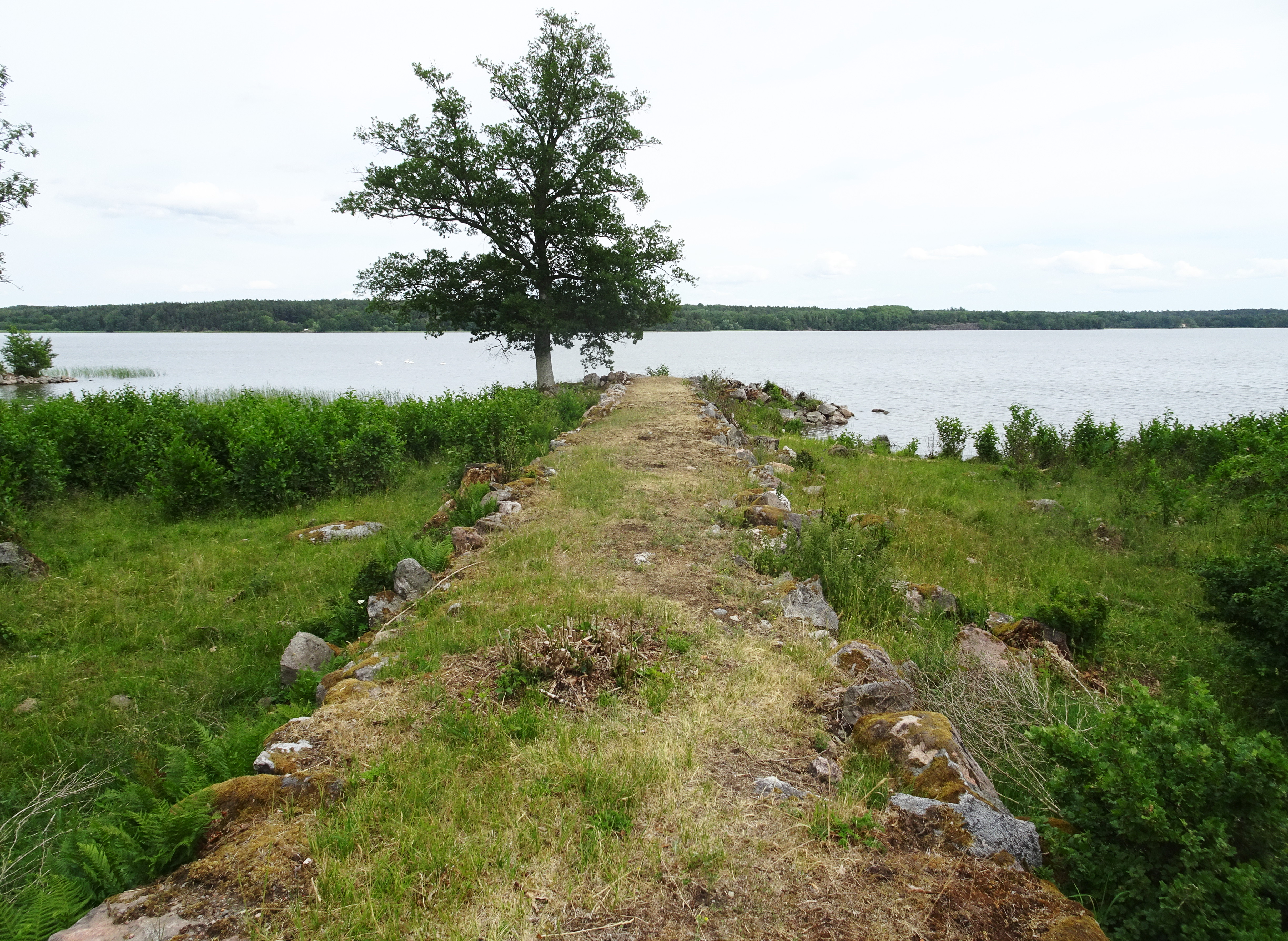
Vägen till gamla bryggan